# Patung Yesus Memberkati
Patung Yesus Memberkati (Nederlands: Christus zegen) is een christusbeeld gelegen in de  Indonesische stad Manado. Het beeld is 50 meter hoog, bestaande uit een 20 meter hoog voetstuk met daarop een 30 meter hoog beeld.